# 民族性ナショナリズム学会
民族性ナショナリズム学会（みんぞくせいなしょなりずむがっかい、英: Association for the Study of Ethnicity and Nationalism、[ASEN] ）は、民族性とナショナリズムの研究を促進させることに直接的に関心のある学者、研究者、学生、ジャーナリスト、その他の人たちのための国際的、学際的な学会である。

## 概要
研究生たちと学者たちが、1990年にロンドン・スクール・オブ・エコノミクスで設立した。本部は同スクールにある。

## 目的
本学会の目的は以下の通り。
1. 民族性とナショナリズムに関心のある学者の国際的かつ学際的なネットワークを築くこと。
2. セミナー、研究会、講義、そして会議を組織することを通して民族性とナショナリズムについての論争を奨励すること。
3. 民族性とナショナリズムに関する学術活動の情報を普及させること。
4. 『Nations and Nationalism』誌と『Studies in Ethnicity and Nationalism』誌を刊行することによって民族性とナショナリズムについての研究成果を公表すること。

## エピソード
- 2003年、日本の通産官僚の中野剛志が論文「経済ナショナリズムを理論化する」[1]により同学会の「ネイションズ・アンド・ナショナリズム賞」（Nations and Nationalism Prize in the Memory of Dominique Jaquin-Berdal）を受賞した[2]。